# St Stephen's Green
St Stephen's Green (in irlandese: Faiche Stiabhna) è un parco pubblico all'interno della città di Dublino, situato in una delle zone più centrali, vicino all'omonimo centro commerciale, nei pressi di Grafton Street.

## Descrizione

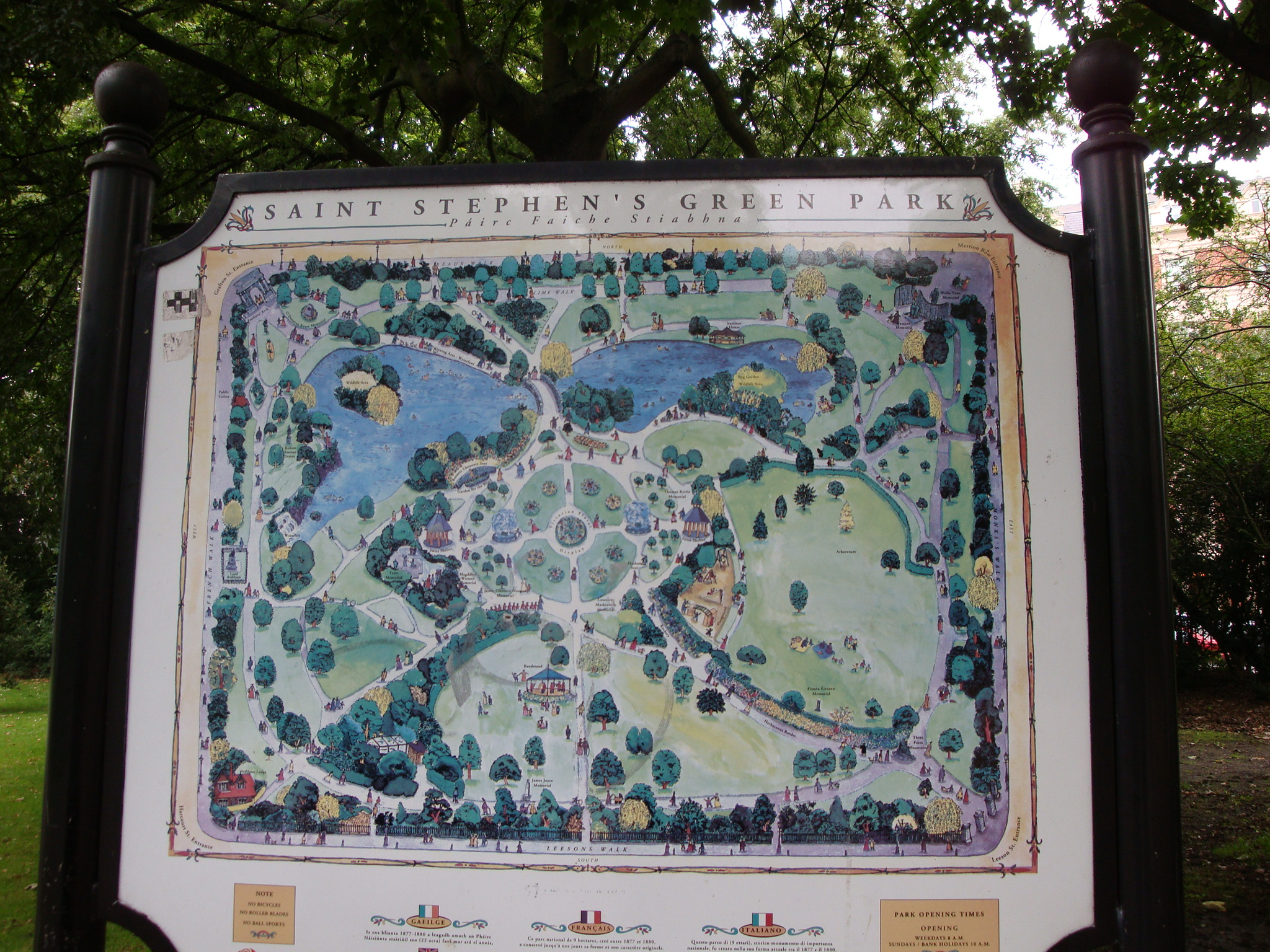
Mappa del parco

Il parco ha forma rettangolare ed è circondato da 4 strade che un tempo formavano le principali arterie del centro cittadino e che si chiamano rispettivamente: St Stephen's Green North, St Stephen's Green South, St Stephen's Green East e St Stephen's Green West.
Sul lato Nord è possibile ammirare un laghetto con papere e altri animali acquatici. Vi è, inoltre, una piccola cascata artificiale sormontata dall'O'Connell Bridge.
Il lato Sud è spesso frequentato durante la pausa pranzo da studenti e lavoratori, nonché da numerosi turisti che approfittano delle giornate più miti per godersi un po' di verde.

## Monumenti e memoriali
All'interno di Stephen's Green è possibile trovare:

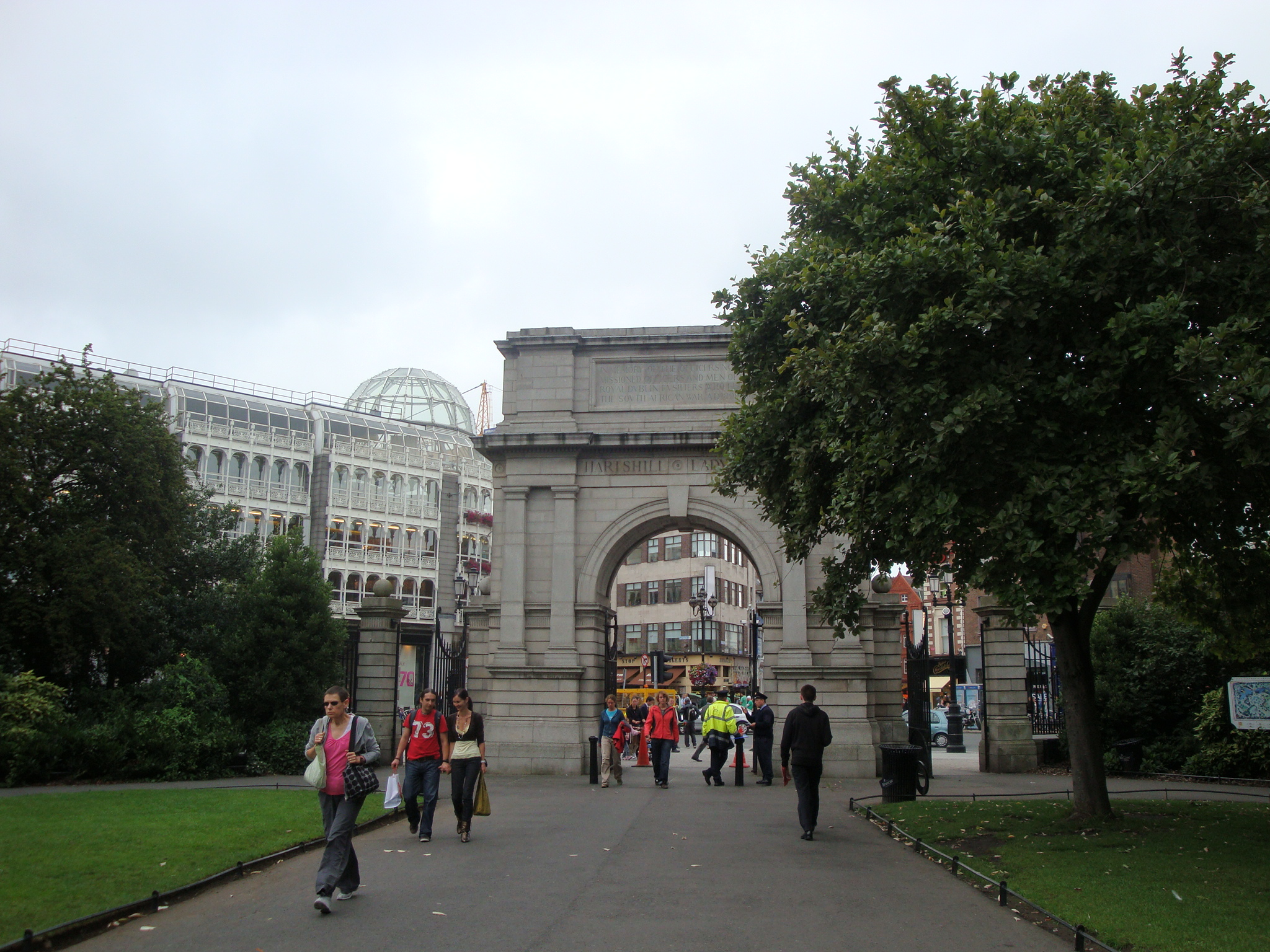
The Fusilier's Arch, eretto nel 1907. Sulla sinistra si intravede l'omonimo centro commerciale, mentre sulla destra Grafton Street

- the Fusilier's Arch, ad angolo con Grafton Street, per commemorare i Royal Dublin Fusiliers che morirono nella Seconda guerra boera
- una scultura raffigurante tre donne ad emblema del Fato, vicino all'entrata da Leeson Street (un dono della Germania per ringraziare gli irlandesi che aiutarono i rifugiati dopo la Seconda guerra mondiale)
- un busto, sul lato Ovest, raffigurante Lord Ardilaun, l'uomo che donò il parco alla città
- il giardino dedicato a William Butler Yeats, con una scultura ad opera di Henry Moore
- un busto raffigurante James JoyceGruppo scultoreo dedicato alla Grande carestia irlandese, di E.Delaney

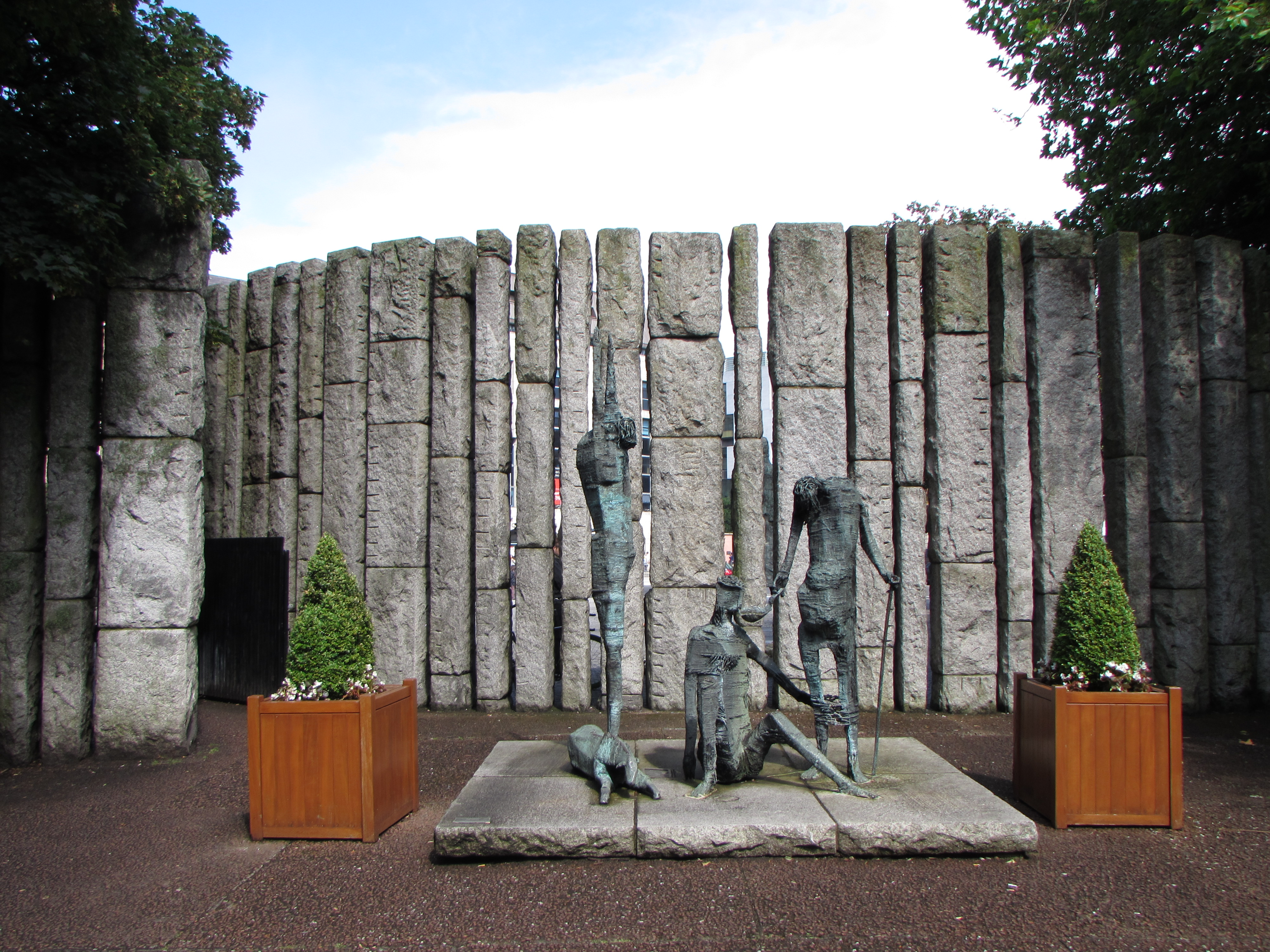
Gruppo scultoreo dedicato alla Grande carestia irlandese, di E.Delaney

- l'opera dell'artista Edward Delaney in memoria della Grande carestia irlandese di cui Dublino e tutta l'isola soffrirono negli anni 1845-1850
- un busto raffigurante Constance Markievicz, a sud del giardino centrale
- una statua di Robert Emmet, eretta di fronte alla casa dove nacque (adesso demolita) al civico 124